# ラムーア郡 (ノースダコタ州)
ラムーア郡（英: LaMoure County）は、アメリカ合衆国ノースダコタ州の南東部に位置する郡である。2010年国勢調査での人口は4,139人であり、2000年の4,701人から12.0％減少した。郡庁所在地はラムーア市（人口889人）であり、同郡で人口最大の町でもある。

## 地理
アメリカ合衆国国勢調査局に拠れば、郡域全面積は1,151平方マイル (2,981.1 km2)であり、このうち陸地は1,147平方マイル (2,970.7 km2)、水域は4平方マイル (10.4 km2)で水域率は0.32％である。

### 主要高規格道路
- アメリカ国道281号線
- ノースダコタ州道1号線
- ノースダコタ州道13号線
- ノースダコタ州道46号線
- ノースダコタ州道56号線

### 空港
クルム市民空港が郡内にある公共用途空港であり、クルム市中心事業街の北東1海里 (1.85 km) に位置している。

### 隣接する郡
- スタッツマン郡 - 北
- バーンズ郡 - 北東
- ランサム郡 - 東
- ディッキー郡 - 南
- マッキントッシュ郡 - 南西
- ローガン郡 - 西

### 国立保護地域
- ボーンヒル国立野生生物保護区

## 人口動態
以下は2000年の国勢調査による人口統計データである。
| 基礎データ - 人口: 4,701人 - 世帯数: 1,942 世帯 - 家族数: 1,308 家族 - 人口密度: 2人/km2（4人/mi2） - 住居数: 2,271軒 - 住居密度: 1軒/km2（2軒/mi2） 人種別人口構成 - 白人: 99.23% - アフリカン・アメリカン: 0.02% - ネイティブ・アメリカン: 0.17% - アジア人: 0.13% - 太平洋諸島系: 0.00% - その他の人種: 0.11% - 混血: 0.34% - ヒスパニック・ラテン系: 0.55% 先祖による構成 - ドイツ系：50.7％ - ノルウェー系：22.8％ - スウェーデン系：5.5％ 年齢別人口構成 - 18歳未満: 24.2% - 18-24歳: 5.4% - 25-44歳: 23.0% - 45-64歳: 24.0% - 65歳以上: 23.4% - 年齢の中央値:43歳 - 性比（女性100人あたり男性の人口） - 総人口: 102.4 - 18歳以上: 100.7 | 世帯と家族（対世帯数） - 18歳未満の子供がいる: 27.5% - 結婚・同居している夫婦: 60.5% - 未婚・離婚・死別女性が世帯主: 4.0% - 非家族世帯: 32.6% - 単身世帯: 30.8% - 65歳以上の老人1人暮らし: 16.6% - 平均構成人数 - 世帯: 2.38人 - 家族: 2.99人 収入と家計 - 収入の中央値 - 世帯: 29,707米ドル - 家族: 36,495米ドル - 性別 - 男性: 26,351米ドル - 女性: 17,500米ドル - 人口1人あたり収入: 17,059米ドル - 貧困線以下 - 対人口: 14.7% - 対家族数: 12.3% - 18歳未満: 16.3% - 65歳以上: 12.9% |

## 都市と町

### 都市
- バーリン
- ディッキー
- エッジリー
- ジュド
- クルム
- ラムーア - 郡庁所在地
- マリオン
- ベローナ

注: ノースダコタ州の法人化された自治体は、その大きさに拠らず全て「市」になる

### ゴーストタウン
- アルフレッド

### 郡区
| - アドリアン - アルフレッド - バジャー - ブラックローム - ブルーバード - ディーン - グラッドストーン - グレン - グレンモア - ゴールデングレン - グランドラピッズ | - グランドビュー - グリーンビル - ヘンリエッタ - ケニソン - リッチビル - マイケルソン - ノーラ - ノーデン - オビッド - パールレイク - ポモナビュー | - プレーリー - ラニー - レイ - ロスコー - ラッセル - ライアン - サラトガ - シェリダン - スウィード - ワノ - ウィロウバンク |

## アメリカ海軍の艦船
アメリカ海軍はこれまでラムーアカウンティと命名した2隻の戦車揚陸艦を就役させた。最初のUSSラムーアカウンティ (LST-883) は1945年1月23日に就役し、1959年12月7日まで現役だった。2番目のUSSラムーアカウンティ (LST-1194) は1971年12月1日に就役し、2000年11月17日まで現役だった。